# Septimus Winner
Pour les articles homonymes, voir Winner.
Septimus Winner (11 mai 1827 - 22 novembre 1902) est un compositeur du XIXe siècle. Il est connu pour de nombreuses œuvres sous son propre nom ainsi que sous plusieurs pseudonymes : Alice Hawthorne, Percy Guyer, Mark Mason, Apsley Street et Paul Stenton. Il a aussi été enseignant, musicien et éditeur de musique.